# 阿拉力乡
阿拉力乡，是中华人民共和国新疆维吾尔自治区喀什地区疏勒县下辖的一个乡镇级行政单位。

## 行政区划
阿拉力乡下辖以下地区：
马木克一村、海尼且二村、拉依旦艾日克三村、阿恰勒四村、库尔干五村、英阿依玛克六村、帕其乔喀七村、塔尕尔其艾日克八村和阔纳乔喀九村。